# Xã Washington, Quận Miami, Ohio
Xã Washington (tiếng Anh: Washington Township) là một xã thuộc quận Miami, tiểu bang Ohio, Hoa Kỳ. Năm 2010, dân số của xã này là 1.576 người.